# Степаненко, Михаил Гаврилович
Михаил Гаврилович Степаненко (20 сентября 1906, Херсон — 21 ноября 1941, Севастополь, Крымская АССР) — советский военнослужащий. Бригадный комиссар. Военный комиссар Военно-воздушных сил Черноморского флота. Во время Великой Отечественной войны участвовал в обороне Севастополя. Член ВКП(б) с 1928 года.

## Биография
Родился 20 сентября 1906 года в Херсоне. В 1923 году вступил в комсомол, а в 1928 году — в ВКП(б). По комсомольской путёвке был призван на Военно-морской флот. Учился в электромеханической школе в Кронштадте. Проходил службу в севастопольском укрепрайоне. В 1931 году прошёл курсы политработников. Являлся ответственным секретарём парторганизации отдельной авиаэскадрильи Военно-воздушных сил Черноморского флота.
С 1933 года — старший инструктор политотдела авиационной бригады Военно-воздушных сил Черноморского флота. В 1935 году поступил в Военно-политическую академию имени В. И. Ленина в Москве, а после её окончания назначен военком авиабригады Военно-воздушных сил Тихоокеанского флота. С 1940 года являлся заместителем начальника политуправления Черноморского флота по авиации, а с 1941 года — военкомом Военно-воздушных сил Черноморского флота.
Во время Великой Отечественной войны участвовал в обороне Севастополя. Занимался мобилизацией личного состава Военно-воздушных сил Черноморского флота. Скончался 21 ноября 1941 года во время авианалёта. Похоронен на кладбище Коммунаров в общей могиле с авиаторами Николаем Остряковым и Фёдором Коробковым. Посмертно награждён медалью «За оборону Севастополя» и орденом Красного Знамени. С 17 апреля 1951 года имя Михаила Степаненко носит улица в Ленинском районе Севастополя. На углу улиц Степаненко и Гоголя установлен памятник Степаненко.

## Награды
- Орден Красного Знамени (1942)[3]
- Медаль «За оборону Севастополя» (декабрь 1943)[4]